# (378) Holmia
(378) Holmia es un asteroide perteneciente al cinturón de asteroides descubierto el 6 de diciembre de 1893 por Auguste Honoré Charlois desde el observatorio de Niza, Francia.
Está nombrado por el antiguo nombre de Estocolmo, capital de Suecia.